# Grootebeek British Cemetery
Grootebeek British Cemetery is een Britse militaire begraafplaats met gesneuvelden uit de Eerste Wereldoorlog, gelegen in het Belgische dorp Reningelst, een deelgemeente van Poperinge. Ze ligt 1,6 km ten noordoosten van het dorpscentrum (Sint-Vedastuskerk). De begraafplaats werd ontworpen door William Cowlishaw en wordt onderhouden door de Commonwealth War Graves Commission. Het terrein heeft een oppervlakte van ongeveer 1.694 m² en is bereikbaar via een pad van 130 m en een brugje uit natuursteen. 
Er worden 111 doden herdacht.

## Geschiedenis
Reningelst was vanaf de herfst van 1914 tot het einde van de oorlog in geallieerde handen. Het dorp lag ver genoeg van het front om dienst te doen als standplaats voor de veldhospitalen. De slachtoffers werden van maart tot november 1915 begraven op het kerkhof en zijn uitbreiding (Extension) en vanaf november 1915 ook op het pas geopende Reninghelst New Military Cemetery. In april 1918 (Slag om de Leie) werd een nieuwe begraafplaats aangelegd door veldhospitalen en gevechtseenheden bij het gehucht Ouderdom. De eerste naam van deze begraafplaats was trouwens Ouderdom Military Cemetery, maar werd later gewijzigd in Grootebeek British Cemetery, naar de Grotebeek die er langs stroomt. Bij de aanleg werd er een kleine begraafplaats met 7 Indische graven uit april 1915 in opgenomen.
Er liggen 109 doden waarvan er 2 herdacht worden met een Special Memorial omdat hun graven door artillerievuur vernietigd werden. Er liggen nu 100 Britten (waaronder 2 niet geïdentificeerde), 7 Indiërs, 1 Nieuw-Zeelander en 1 Zuid-Afrikaan. Drie Franse militairen die in april 1918 sneuvelden, werden later naar een andere begraafplaats overgebracht.
Er liggen ook nog 2 Britse doden uit de Tweede Wereldoorlog begraven. Zij stierven tijdens de terugtrekking van het Britse Expeditiekorps naar Duinkerke in mei 1940.

## Onderscheiden militairen
- Soldaat John Lynn van het 2nd Bn, the Lancashire Fusiliers werd onderscheiden met het Victoria Cross (VC) voor zijn moedig optreden op 2 mei 1915 bij een aaval van de Duitse troepen tijdens de Tweede Slag om Ieper nabij Shell Trap Farm. Hij was 28 jaar toen hij op 3 mei 1915 stierf als gevolg van chloorgasvergiftiging. Hij werd begraven op het kerkhof van Vlamertinge maar zijn graf werd door inslaande granaten vernield. Hier in het Grootebeek British Cemetery wordt hij herdacht met een Special Memorial.[2] Hij ontving eerder ook nog de Distinguished Conduct Medal (DCM) en het Kruis van de Orde van St. George, 4e klas (Rusland).
- George Alan Campbell Smith, kapitein bij de Argyll and Sutherland Highlanders en Ernest James Hemsley, onderluitenant bij het Royal Sussex Regiment werden onderscheiden met het Military Cross (MC).
- E. Perkins, sergeant bij de Royal Field Artillery werd onderscheiden met de Distinguished Conduct Medal (DCM).
- de korporaals R.J. Cooper en G. Smith en de fuselier Harry Millson ontvingen de Military Medal (MM).

De begraafplaats werd in 2009 als monument beschermd.